# سكودا جويسار

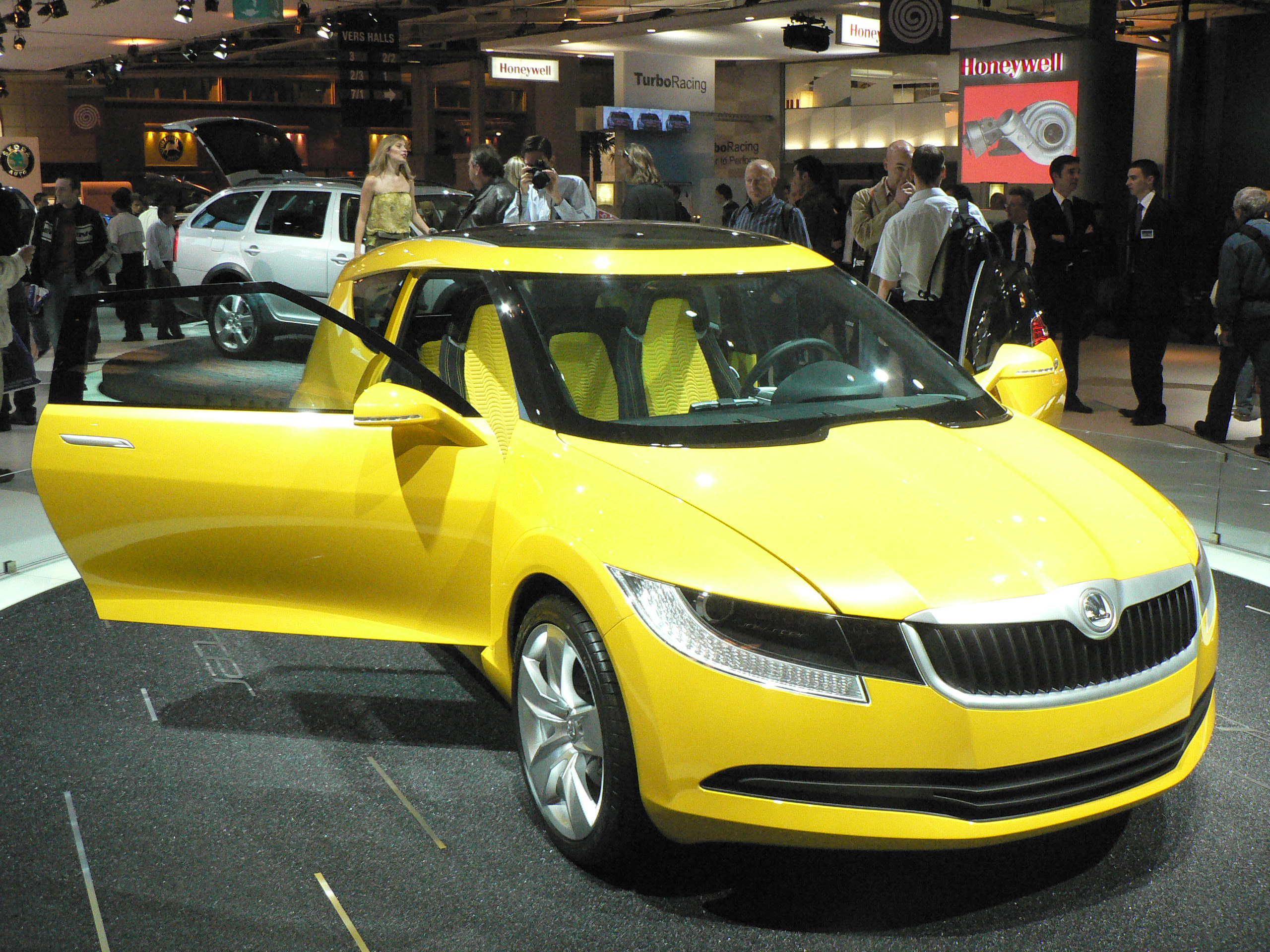

سكودا جويستار هو مفهوم السيارة الذي تم عرضه من قبل سكودا اوتو في معرض باريس للسيارات في أكتوبر 2006. وهو ثلاثة أبواب هاتشباك مع قطعة الباب الخلفي اثنين. وهو يتميز بتصميم رياضي يهدف إلى نداء إلى جيل الشباب من العملاء. ومع ذلك، تم تعليق العمل على تطوير السيارة حاليا.